# Popis kraljica Navare
Ovaj članak sadrži popis kraljica supruga Navare, kraljevine koja je danas dio Španjolske.

## Dinastija Íñiguez
- Uraka?
- Aurija

## Dinastija Jiménez
- Toda Aznárez
- Sanča Aznárez
- Andregoto Galíndez
- Terezija Ramírez
- Uraka Fernández
- Jimena Fernández
- Mayor Kastiljska
- Estefanía
- Placencia
- Felicija od Roucyja
- Agneza Akvitanska
- Berta Aragonska
- Uraka Leonska i Kastiljska
- Margareta od L'Aiglea
- Uraka Alfonso
- Sanča Kastiljska
- Konstancija Tuluška

## Dinastija Champagne
- Margareta Burbonska
- Izabela Francuska
- Blanka Arteška

## Dinastija Capet
- Margareta Burgundska, francuska kraljica
- Klemencija Ugarska
- Ivana II., burgundska grofica
- Blanka Burgundska
- Marija od Luksemburga, kraljica Francuske
- Ivana d'Évreux

## Dinastija Évreux
- Ivana Valois, kraljica Navare
- Leonora Kastiljska, kraljica Navare

## Dinastija Trastámara
- Agneza od Klevea
- Ivana Enríquez

## Dinastija Albret
- Margarita od Navare

## Dinastija Bourbon
- Margareta od Valoisa
- Marija de' Medici
- Ana Austrijska